# La gran mentira (película de 1941)
La gran mentira (en inglés, The Great Lie) es una película dramática estadounidense de 1941, dirigida por Edmund Goulding, con Bette Davis, George Brent y Mary Astor, como artistas principales. El guion de Lenore J. Coffee está basado en la novela January Heights de Polan Banks.

## Argumento
Cuando la pianista y concertista Sandra Kovak (Mary Astor) y su marido aviador Peter Van Allen (George Brent) descubren que su precipitado matrimonio es nulo porque ella no ha conseguido todavía el divorcio, él la deja y se casa con su antiguo amor Maggie Patterson (Bette Davis). Peter viaja a Brasil por motivos profesionales y su avión desaparece. Se da por supuesto que se ha estrellado en la selva amazónica y que ha muerto.
Sandra está embarazada de Peter y Maggie propone que le permita criar al niño como suyo a cambio de una contraprestación económica. Así, las dos mujeres se van a Arizona hasta el nacimiento; Sandra da a luz un bebé al que llaman Peter como su padre.
Sandra se embarca en una gira mundial. Entonces, aparece Peter, que ha sobrevivido al accidente aéreo y regresa feliz al hogar. El comportamiento de Maggie le hace creer que es el hijo es de ambos. Sandra, que ahora quiere al padre y al hijo para ella, provoca a Maggie diciendo que Peter sólo sigue con ella por el niño y exige que confiese su «gran mentira». Cuando Maggie explica la verdadera situación, Peter se queda asombrado con la actitud de Sandra y declara que puede llevarse al niño pero que él se queda con Maggie. Sandra acepta que Peter ama de veras a Maggie y, sabiendo que Maggie será mucho mejor madre para el niño, se sienta al piano, se pone a tocar el concierto para piano n.º 1 de Chaikovski y anuncia tranquilamente que deja al niño con su madre.

## Reparto
- Bette Davis como Maggie Patterson
- George Brent como Peter Van Allen
- Mary Astor como Sandra Kovak
- Lucile Watson como la tía Ada Greenfield
- Hattie McDaniel como Violet
- Grant Mitchell como Joshua Mason
- Jerome Cowan como Jock Thompson
- Charles Trowbridge como el senadorTed Greenfield
- Thurston Hall como Oscar Worthington James
- Russell Hicks como el coronel Harriston
- J. Farrell MacDonald como el Dr. Ferguson
- Sam McDaniel como Jefferson

## Producción
Al terminar el rodaje de La carta (The Letter, 1940), Bette Davis se tomó unas vacaciones en Nuevo Hampshire; cuando volvió a Hollywood le ofrecieron el papel de Maggie Peterson en La gran mentira (The Great Lie). «No es que estuviera muy emocionada con ese papel», contaría más tarde, pero el correo de un fan solicitándole que hiciera un papel de ‘buena’ para cambiar la racha, la indujo a aceptar. «Maggie fue una de las pocas veces en las que me interpreté a mí misma fuera de la pantalla» dijo Davis. La oportunidad de interpretar un papel agradable le seducía ya que el correo de sus aficionados le pedía con mucha frecuencia que sus personajes fueran ‘heroínas buenas’.

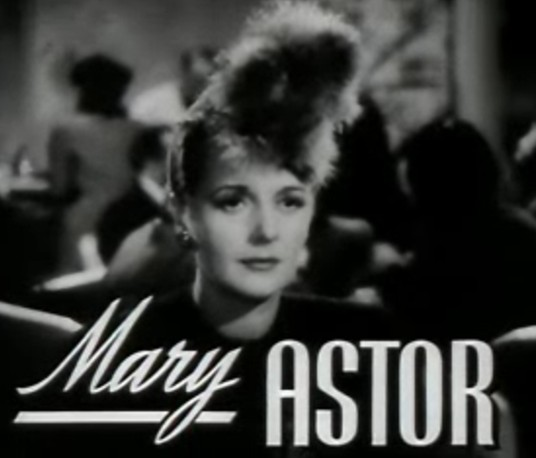
Fotograma de la película.

Por otra parte, el papel de Sandra Kovak resultó difícil de elegir. Aunque era la actriz ideal, Miriam Hopkins no fue ni siquiera considerada para interpretarlo debido a la gran cantidad de problemas que había creado mientras coprotagonizaba con Bette Davis en La solterona (The Old Maid, 1939). Entre las que hicieron pruebas para ese papel están Anna Sten, Sylvia Sidney, Muriel Angelus, Katherine Locke y Mary Astor, que además era pianista profesional.
Davis, que disfrutaba trabajando con actrices poderosas capaces de desafiarla para superarse en las escenas que compartían, enseguida vio el potencial de Astor e insistió al presidente de los estudios Jack L. Warner para que le hiciera una segunda prueba, esta vez tocando el piano, aunque el productor Hal B. Wallis parecía poco dispuesto a ofrecerle el papel.
Se comenzó a filmar sin el papel de Sandra adjudicado, con gran angustia por parte de Davis. Tuvo tantas y tan acaloradas discusiones con el director Edmund Goulding que desarrolló una laringitis; se tuvo que suspender el rodaje durante dos días. El 8 de noviembre de 1940, cuando Davis volvió al plató, Wallis y Warner habían accedido a su demanda de elegir a Astor.

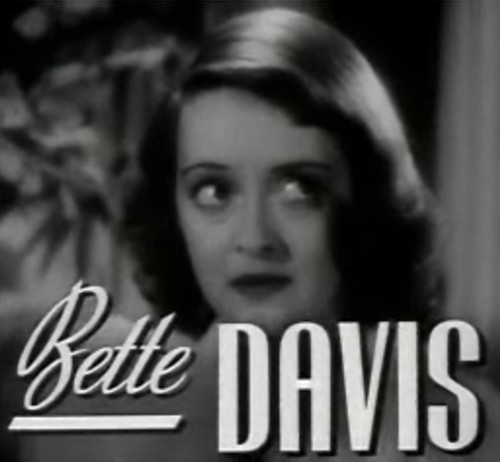
Fotograma de la película.

Davis y Astor congeniaron de inmediato. «¡Esta película apesta! Los diálogos son un montón de palabras... así que tenemos la obligación de reescribir esta basura para sacar algo interesante», dijo Davis a su compañera de reparto. Las dos se pusieron a eliminar muchos de los elementos de telenovela de sus diálogos y aportaron un montón de nuevas ideas para crear sus personajes.
A pesar de todo, surgieron problemas que ninguna de las dos pudo anticipar ni evitar. El bebé contratado para interpretar al niño Peter estuvo enfermo durante la mayor parte del rodaje, provocando retrasos en la planificación; incluso se le cayó a una de las enfermeras y quedó tan malherido que hubo que reemplazarlo. (Naturalmente, los padres demandaron al estudio). Davis, Astor y George Brent, en el papel de Peter Van Allen, también estuvieron enfermos en varios momentos, lo que supuso mayor retraso. Además, Astor estaba distraída con sus propios problemas familiares, su marido Manuel del Campo —un montador de películas mexicano—, se negó a trasladarse al lugar del rodaje, Victorville (California), después de haber conseguido el permiso. Davis estaba decidida a terminar de rodar antes de Navidad para que el elenco y el equipo pudieran disfrutar de las fiestas y ella pudiera organizar su boda con Arthur Farnsworth para el día de fin de año.
Aunque Astor era suficientemente capaz para tocar el piano durante las secuencias del concierto, el instrumento en escena era puro decorado, mientras que Max Rabinovitch tocaba uno real entre bastidores. Siguiendo las indicaciones del director, la actriz combinó las notas con el pianista hasta que se logró una sincronización perfecta. José Iturbi más tarde preguntaría a Astor, «¿Cómo es posible que 'no' estés tocando? He tocado el concierto muchas veces, ¡y tú estabas justo ahí!» Davis declaró: «Estas escenas de conciertos de Mary fueron las más creíbles jamás vistas en la pantalla, porque ella realmente 'era' la pianista por excelencia».
A petición de Davis, la película se estrenó en Littleton (Nuevo Hampshire) el 5 de abril de 1941, su 33 cumpleaños, a beneficio del hospital local. Se estrenó en todo el país la semana siguiente. El 2 de marzo de 1942, Brent y Astor retomaron sus papeles para un programa de radio Lux Radio Theatre, con Loretta Young interpretando el de Davis.

## Recepción
Bosley Crowther del The New York Times observó: «Hay muy poca sustancia en este elaborado dilema en el que ha quedado atrapada la señorita Davis... Entonces, la única excusa que se puede encontrar para este sencillo cuento es que da a la señorita Davis la oportunidad de mostrar su excelente talento para la angustia, para ser maternal y noble.... Y ese papel, lo borda... Mary Astor... proporciona un hermoso contraste de presunción fría y venenosa... En resumen, las actuaciones son impresionantes, la dirección de Edmund Goulding es de primera, pero la historia es tan insignificante que no merece la pena. Sin embargo, a las mujeres probablemente les encantará, ya que las mentiras y los enredos producen diversión».
La revista Variety se refirió a la película como «un paquete completo de entretenimiento dramático» debido a “las excelentes actuaciones del elenco, la hábil dirección de Edmund Goulding y el compacto guion de Lenore Coffee”.

## Premios y nominaciones

### Premios Óscar
| Categoría               | Persona    | Resultado |
| ----------------------- | ---------- | --------- |
| Mejor actriz de reparto | Mary Astor | Ganadora  |

### Premio del National Board of Review
| Categoría | Persona    | Resultado |
| --- | ---------- | --------- |
| Mejor actuación como Sandra Kovak en La gran mentira (The Great Lie) como Brigid O'Shaughnessy en El halcón maltés (The Maltese Falcon) | Mary Astor | Ganadora  |